# Gary Groth
Gary Groth (Buenos Aires, 1954) è un editore statunitense, critico di fumetti e redattore capo della rivista The Comics Journal e cofondatore di Fantagraphics Books.
Tra la fine degli anni sessanta e gli inizi degli anni settanta, il giovane Groth iniziò la sua carriera con la rivista  Fantastic Fanzine, il cui titolo voleva ricordare il titolo del fumetto Fantastic Four. In seguito lavorò come assistente per l'artista Jim Steranko.
Nel 1976 Groth fondò Fantagraphics Books Inc. con Mike Catron e rilevò una rivista intitolata The Nostalgia Journal che dopo poco rinominò The Comics Journal. 
Con la rivista The Comics Journal Groth ha introdotto standard molto elevati e colti nella critica dei fumetti. Denigrando i fumetti dei supereroi e i loro editori, si è schierato a favore di artisti quali Robert Crumb e Art Spiegelman e in difesa della proprietà dei diritti d'autore dell'artista.
Inoltre, ha condotto e pubblicato lunghe e audaci interviste a vari autori di fumetti professionisti.